# .kn
.kn est un domaine de premier niveau national réservé à Saint-Christophe-et-Niévès. Il est introduit le 3 septembre 1991 et est exploité initialement par l'Université de Porto Rico.

## Historique
Depuis 2008, le ministère des finances, de l'information et de la technologie du développement durable est responsable du .kn. L'exploitation opérationnelle et technique du domaine de premier niveau a été reprise par le Taiwanese Network Information Center (TWNIC) après qu'aucun candidat local ne convenait.

## Domaines de second niveau
Les inscriptions s'effectuent au deuxième et au troisième niveau. En plus de .kn, il existe net.kn pour les fournisseurs de services Internet, org.kn pour les organisations à but non lucratif, edu.kn pour les établissements d'enseignement et gov.kn pour le gouvernement de l'île. Malgré les critères d'attribution libéraux, qui n'exigent pas de résidence ou de succursale locale, .kn est relativement insignifiant au niveau international. La transaction de domaine .kn la plus chère jamais signalée était www.kn, qui a changé de mains en 2007.